# روبين سواريز
روبين سواريز (بالإسبانية: Rubén Suárez) (19 فبراير 1979 في إسبانيا - ) هو لاعب كرة قدم إسباني في مركز الوسط. شارك مع منتخب إسبانيا تحت 18 سنة لكرة القدم ومنتخب إسبانيا تحت 20 سنة لكرة القدم ومنتخب إسبانيا تحت 21 سنة لكرة القدم. أما مع النوادي، فقد لعب مع ريال سبورتينغ خيخون وسبورتينغ خيخون ب وسكودا زانثي ونادي ألميريا ونادي إلتشي ونادي غويزهو رينهي ونادي كاستييون ونادي ليفانتي ونادي توريفايخا ‏.

## وصلات خارجية
- روبين سواريز على موقع الاتحاد الدولي (مؤرشف)  (الإنجليزية)
- روبين سواريز على موقع قاعدة بيانات كرة القدم.إي يو (الإنجليزية)
- روبين سواريز على موقع Soccerway.com (الإنجليزية)
- روبين سواريز على موقع AS.com (الإسبانية)